# 吳鼎昌 (道光進士)
吳鼎昌，江苏上元人，清朝官员，进士出身。
道光二十一年，登進士，改庶吉士。道光二十九年八月初三，由陕西督粮道道员升任廣西按察使。咸丰元年五月十九（1851年6月18日），调任甘肃按察使。咸丰二年四月二十七（1852年6月14日），升任廣西布政使。咸丰四年四月十三（1854年5月9日），调任太常寺卿。